# NETIS
NETIS（新技術情報提供システム）とは、民間企業等により開発された新技術に係る情報を、共有及び提供するためのデータベースであり、国土交通省によって運営されている。（New Technology Information System）の頭文字を取り、ネティスと呼称されている。

なお、NETISプラスは機能を補完する目的で一般財団法人　先端建設技術センターが運用しており、本システムと直接の関係は無い。

## 概要
国土交通省が取り組んでいる「公共工事等における技術活用システム」の中核を担うものとして平成10年度より整備されている。運営の目的としては、現在公共事業が抱えている様々な問題点を解決すると共に、優れた技術を持つ企業をサポートし、更なる新技術開発を促進する事が挙げられる。その為に適用区分ごとに分けられた新技術に係る情報を全国の地方整備局や工事事務所で共有し、優れた技術に関しては、各公団や地方自治体が行う公共事業全般に積極的に利用している。平成13年度からはインターネット上で一般に公開されており、法人個人を問わず誰でも自由に閲覧する事が出来る様になっている。

## 種類と情報種別記号
各新技術は活用効果評価に基づき以下のように分類される。
- 推奨技術
- 準推奨技術
- 活用促進技術
- 設計比較対象技術
- 少実績優良技術

また個々のNETIS登録技術は、登録整備局等識別記号、登録年度番号、受付番号、情報種別記号の順に構成された登録番号を持っている。
なかでも情報種別番号は特定の条件が満たされた後、既存の登録番号の末尾に付与されるものだが、それぞれ以下の様になっている。
- 「－V」[1]　　NETIS（評価情報）が掲載されている技術
- 「－A」[2]　　平成17年度以降に登録され技術詳細資料が提出済みの技術のうち、NETIS（評価情報）が掲載されていない技術
- なし　　　　 上記二つのどちらにも当てはまらない技術

尚、これらの情報種別番号は技術の優劣を判断するものではなく、あくまでも種別番号である。

## 新技術一覧
NETISに登録されている新技術には以下の物が挙げられる。　

### 推奨技術
|   | 分類（1） | 分類（2）      | 登録番号    | 新技術名称                                   |
| 1 | 付属施設  | 道路付属物工   | HK-030032-V | ランブルストリップス（センターライン対応型） |
| 2 | 共通工    | 軟弱地盤処理工 | CB-980012-V | パワーブレンダー工法（スラリー噴射方式）     |

### 準推奨技術
|    | 分類（1）      | 分類（2）                          | 登録番号    | 新技術名称                                       |
| 1  | 共通工         | 軟弱地盤処理工                     | CB-980039-V | SAVEコンポーザー                                 |
| 2  | 基礎工         | 鉄管・既製コンクリート杭打設工     | KT-980188-V | ガンテツパイル                                   |
| 3  | 基礎工         | 場所打ち杭工                       | CB-000009-V | 場所打ち杭工法「ノバル工法」                     |
| 4  | 河川海岸       | 軟弱地盤上における柔構造樋門・樋管 | KT-990126-V | KaNaFゲート                                      |
| 5  | 河川海岸       | 多自然型護岸工                     | KT-980128-V | 地中控え護岸工法                                 |
| 6  | 河川海岸       | 多自然型護岸工                     | QS-020022-V | 侵食防止シート工                                 |
| 7  | 河川海岸       | 護岸基礎ブロック設置工             | CB-990024-V | プレキャストコンクリート基礎工「ベースブロック」 |
| 8  | 道路維持修繕工 | 橋梁補修補強工                     | KT-000101-V | Kui Taishin-SSP工法                              |
| 9  | 機械設備       | 水門設備                           | TH-990145-V | オートゲート(門柱レス樋門)                       |
| 10 | 環境対策工     | 廃棄処理場                         | HK-030003-V | 「すきとり土」の現場内選別工法                   |
| 11 | 擁壁工         | 補強土擁壁工                       | KK-020061-V | アデムウォール                                   |

### 活用促進技術
|     | 分類（1）            | 分類（2）                        | 登録番号      | 新技術名称                                                           |
| 1   | 土工                 | 土工                             | KT-140091-VE  | インテリジェントマシンコントロール油圧ショベル                       |
| 2   | 土工                 | 土工                             | KT-130104-VE  | インテリジェントマシンコントロールブルドーザ                         |
| 3   | 土工                 | 土工                             | TH-110010-VE  | 現場設置・撤去が容易な自走式スクリーン                               |
| 4   | 土工                 | 安定処理工                       | TH-100029-VR  | レストム工法                                                         |
| 5   | 土工                 | 施工管理                         | CG-110031-VR  | トータルステーションによる施工管理                                   |
| 6   | 土工                 | 施工管理                         | HK-110024-VE  | レベル・スチールテープを用いた区画割り及び改良深さ管理               |
| 7   | 共通工               | 法面工                           | HK-090008-VE  | ハイブリッドセル工法                                                 |
| 8   | 共通工               | 法面工                           | CB-100042-VE  | ソイルテクター                                                       |
| 9   | 共通工               | 法面工                           | CB-090029-VE  | 金網付植生マット工法                                                 |
| 10  | 共通工               | 法面工                           | QS-120026-VE  | のリフレッシュ工法(既設モルタル補修型)                               |
| 11  | 共通工               | 法面工                           | KT-070027-VE  | キャップナット・ロックボルトシステム                                 |
| 12  | 共通工               | 法面工                           | QS-100006-VE  | RSパネル                                                             |
| 13  | 共通工               | 法面工                           | TH-110011-VE  | EP受圧板                                                             |
| 14  | 共通工               | 法面工                           | CB-100017-VE  | プレキャストシール版                                                 |
| 15  | 共通工               | 法面工                           | KT-130020-VE  | Catグレードコントロール 2Dガイダンス                                 |
| 16  | 共通工               | 法面工                           | KT-130063-VE  | ノバトロン・油圧ショベルガイダンスシステム                           |
| 17  | 共通工               | 法面工                           | KT-090023-VE  | テラセル擁壁工法                                                     |
| 18  | 共通工               | コンクリート矢板工               | HK-110036-VE  | 笠コンクリートブロック                                               |
| 19  | 共通工               | 排水構造物工                     | QS-070021-VE  | レインスルー                                                         |
| 20  | 共通工               | 排水構造物工                     | QS-090040-VE  | アクアドレーン                                                       |
| 21  | 共通工               | 排水構造物工                     | KK-130027-VE  | エンドレンマット リブ型                                              |
| 22  | 共通工               | 排水構造物工                     | SK-070011-VE  | 監視員通路縦壁付くけい水路                                           |
| 23  | 共通工               | 軟弱地盤処理工                   | HK-070016-VE  | ロータリースタビライザー                                             |
| 24  | 共通工               | 軟弱地盤処理工                   | QS-090004-V   | WILL工法(スラリー揺動攪拌工)                                         |
| 25  | 共通工               | 深層混合処理工                   | QS-100022-VE  | GIコラム工法                                                         |
| 26  | 共通工               | 深層混合処理工                   | SK-100012-VE  | JEP工法                                                              |
| 27  | 共通工               | 深層混合処理工                   | CG-120020-VE  | 地盤改良機誘導システム                                               |
| 28  | 共通工               | アンカー工                       | SK-100011-VE  | Licos                                                                |
| 29  | 共通工               | アンカー工                       | KT-070103-VE  | 紙チューブ式無機系接着アンカー工法                                   |
| 30  | 共通工               | 構造物とりこわし工               | TH-110012-VE  | 建設副産物を再資源化する自走式クラッシャ                             |
| 31  | 共通工               | ボックスカルバート工             | QS-110006-VR  | FA ボックス                                                          |
| 32  | 基礎工               | 鋼管・既製コンクリート杭打設工   | TH-110020-VE  | 小径NSエコパイル工法                                                 |
| 33  | 基礎工               | 鋼管・既製コンクリート杭打設工   | KT-140011-VE  | つばさ杭(開端タイプ)                                                 |
| 34  | 基礎工               | 鋼管矢板基礎工                   | KT-100011-VR  | 鋼管矢板ドリリングプレス工法                                         |
| 35  | 基礎工               | その他                           | KK-070008-VE  | 抵抗板付鋼製杭基礎(ポールアンカー100型)                              |
| 36  | コンクリート工       | コンクリート工                   | KT-070054-VE  | ジョインテックスCT-400                                               |
| 37  | コンクリート工       | コンクリート工                   | KK-100052-VE  | 次世代コンクリート誘導剤スリックパワープレミアム                     |
| 38  | コンクリート工       | コンクリート工                   | KT-110001-VE  | ブリード・ボンド工法                                                 |
| 39  | コンクリート工       | コンクリート工                   | KT-090009-VE  | デラパント                                                           |
| 40  | コンクリート工       | コンクリート工                   | HK-110046-VE  | 埋設型PC基礎枠                                                       |
| 41  | コンクリート工       | コンクリート工                   | KT-070067-VE  | 断熱養生シートによる断熱養生工法                                     |
| 42  | コンクリート工       | コンクリート工                   | CB-110047-VE  | 遮熱養生工法                                                         |
| 43  | コンクリート工       | コンクリート工                   | TH-110019-VE  | コンガード                                                           |
| 44  | コンクリート工       | コンクリート工                   | KT-120081-VE  | リポテックスシリーズ                                                 |
| 45  | コンクリート工       | コンクリート工                   | QS-110027-VE  | プロテックPコン                                                      |
| 46  | コンクリート工       | コンクリート工                   | KT-100079-VE  | 止水コンハイブリッド                                                 |
| 47  | コンクリート工       | コンクリート工                   | HK-070010-VE  | CF工法(キャンバーフォーム工法)                                       |
| 48  | コンクリート工       | コンクリート工                   | KT-070100-VE  | デコメッシュ                                                         |
| 49  | コンクリート工       | コンクリート工                   | KT-100048-VE  | 箱抜き用型枠支持装置                                                 |
| 50  | コンクリート工       | コンクリート工                   | KT-100100-VE  | 錆転化型防錆剤「ラスクリア」                                         |
| 51  | コンクリート工       | コンクリート工                   | KT-150006-VE  | 脂肪族系鉄筋防錆剤「サビラーズ」「ハイサビラーズ」                   |
| 52  | コンクリート工       | コンクリート工                   | KT-110023-VE  | コンクリックエース                                                   |
| 53  | コンクリート工       | コンクリート工                   | CG-080014-VE  | トリガージョイント                                                   |
| 54  | コンクリート工       | コンクリート工                   | KT-080018-VE  | 省力施工型コンクリート改質・劣化防止剤「リアル・メンテ」             |
| 55  | コンクリート工       | コンクリート工                   | SK-080001-VE  | 塗布型高性能収縮低減剤「クラックセイバー」                           |
| 56  | コンクリート工       | コンクリート工                   | SK-080003-VE  | コンクリートひび割れ低減用ネット「ハイパーネット60」                 |
| 57  | コンクリート工       | コンクリート工                   | CG-110003-VE  | CS-21ひび割れ補修セット                                              |
| 58  | コンクリート工       | コンクリート工                   | KT-130065-VE  | 無機質けい酸塩系含浸材「ポルトガードプレクサス」                     |
| 59  | 仮設工               | 仮設材設置撤去工                 | KT-090046-VE  | 法面2号ユニバーサルユニット自在階段                                  |
| 60  | 仮設工               | 足場支保工                       | KT-100070-VE  | パネル式システム吊り足場「セーフティSKパネル」                       |
| 61  | 仮設工               | 足場支保工                       | HK-140003-VE  | 次世代足場 Iqシステム                                                |
| 62  | 仮設工               | 切土防護柵工                     | KT-080015-VE  | パネル式防護柵                                                       |
| 63  | 仮設工               | 濁水処理工（一般土木工事）       | HK-090019-VR  | KY型濁水処理装置                                                     |
| 64  | 河川海岸             | 消波根固めブロック               | CB-070021-VE  | 共和式消波・根固ブロックシリーズ                                     |
| 65  | 河川海岸             | 消波根固めブロック               | QS-080013-VE  | ソルコマット工法                                                     |
| 66  | 河川海岸             | 消波根固めブロック               | CB-080006-VE  | 共和式基礎ブロック                                                   |
| 67  | 河川海岸             | その他                           | QS-080022-VE  | 堤防強化ドレーン工の堤脚保護工法「DRウォールW」                      |
| 68  | 河川海岸             | その他                           | CB-090006-VE  | KCドレーン                                                           |
| 69  | 河川海岸             | 伐木除根工                       | QS-120019-VE  | ブッシュチョッパー&アースシェーバー                                  |
| 70  | 舗装工               | アスファルト舗装工               | HK-120004-VE  | アスファルト付着防止剤 ネッパラン                                    |
| 71  | 舗装工               | アスファルト舗装工               | KT-090061-VE  | NEIシステム                                                          |
| 72  | 舗装工               | アスファルト舗装工               | KT-070036-VE  | NSPシステム                                                          |
| 73  | 舗装工               | アスファルト舗装工               | SK-110018-VE  | ND-IT施工システム                                                    |
| 74  | 舗装工               | アスファルト舗装工               | KT-130071-VE  | アスファルト混合物専用保温シート 保温レンジャー                      |
| 75  | 舗装工               | アスファルト舗装工               | KT-120061-VE  | 3DMCシステムを適用したコンクリート舗装工法                           |
| 76  | 舗装工               | 特殊舗装工                       | QS-130016-VE  | 固まる簡易舗装材 カタマSP                                            |
| 77  | 付属施設             | 防護柵設置工                     | KT-080032-VE  | マウントロックフェンス工                                             |
| 78  | 付属施設             | 防護柵設置工                     | HR-120013-VE  | ウルトラ ライティ フェンス(ULF)                                      |
| 79  | 付属施設             | 防護柵設置工                     | KK-100030-VE  | マイティーネット工                                                   |
| 80  | 付属施設             | 防護柵設置工                     | HK-070004-VE  | 透光防波柵(ポリカ-ボネ-ト折板)                                       |
| 81  | 付属施設             | 橋梁付属施設設置工               | QS-080003-VE  | 鉄筋損傷防止型防護柵                                                 |
| 82  | 付属施設             | 橋梁付属施設設置工               | CG-130021-VE  | ワンキャップ                                                         |
| 83  | 付属施設             | 道路付属物工                     | KT-070038-VE  | MMA点字タイル                                                        |
| 84  | 付属施設             | 道路付属物工                     | TH-090012-VE  | リードラインF工法                                                    |
| 85  | 付属施設             | 道路付属物工                     | KK-090019-VE  | レジン製軟質点字タイル                                               |
| 86  | 道路維持修繕工       | 橋梁補修補強工                   | QS-080011-V   | フォルカストランドシート工法                                         |
| 87  | 道路維持修繕工       | 橋梁補修補強工                   | KT-090053-VE  | トレカクロスG工法                                                    |
| 88  | 道路維持修繕工       | 橋梁補修補強工                   | KT-110052-VR  | クリアクロス工法                                                     |
| 89  | 道路維持修繕工       | 橋梁補修補強工                   | KT-110058-VR  | eプレート工法                                                        |
| 90  | 道路維持修繕工       | 橋梁補修補強工                   | SK-110012-VR  | ボンドKEEPメンテ工法VM-3                                             |
| 91  | 道路維持修繕工       | 橋梁補修補強工                   | CB-120013-VR  | ハイブリッド形表面被覆材アロンブルコートZX、Z-Y工法                  |
| 92  | 道路維持修繕工       | 橋梁補修補強工                   | SK-110013-VE  | 縦型緩衝アンカーピン                                                 |
| 93  | 道路維持修繕工       | 橋梁補修補強工                   | CB-080003-VE  | ウィードコート工法                                                   |
| 94  | 道路維持修繕工       | トンネル補修補強工               | KT-070035-VR  | Tn-p工法                                                             |
| 95  | 道路維持修繕工       | トンネル補修補強工               | KK-120043-VE  | アーチ・ドレン工法                                                   |
| 96  | 道路維持修繕工       | トンネル補修補強工               | KT-100023-VR  | 「NAV工法」・「NAV-G工法」・「NAV-G工法(UV仕様)」                    |
| 97  | 道路維持修繕工       | その他                           | CB-120024-VE  | とまるぞーⅡ(大型車対応)                                              |
| 98  | 共同溝工             | 電線共同溝工                     | CG-100021-VR  | 地下埋設物防護具『CSボックス』                                       |
| 99  | トンネル工           | その他                           | CB-110032-VE  | ワンタッチ防水コネクタ                                               |
| 100 | 橋梁上部工           | 鋼橋製作工                       | QS-070014-VE  | 鋼橋仮組立代替工法 pbfantom(ピービーファントム)                      |
| 101 | 橋梁上部工           | 鋼橋製作工                       | CB-120011-VE  | 鋼構造物溶接止端部の疲労強度向上工法                                 |
| 102 | 橋梁上部工           | 橋梁塗装工（新設）               | KK-090014-VR  | Cold Galvanizing ローバル工法                                        |
| 103 | 橋梁上部工           | 橋梁用伸縮継手装置設置工         | KT-100033-VE  | トータク簡易排水装置                                                 |
| 104 | 橋梁上部工           | その他                           | HR-090012-VR  | イージーラーメン橋(H鋼桁埋込RC複合門形ラーメン橋)                    |
| 105 | 公園                 | 公園植栽工                       | TH-100007-VR  | RCF防根シート                                                        |
| 106 | 機械設備             | 水門設備                         | HK-110013-VE  | フロートフラップゲート(門柱レスゲート)                               |
| 107 | 調査試験             | 測量                             | KT-070053-VE  | デジタルカメラ三次元計測システムPIXXIS                               |
| 108 | 調査試験             | 測量                             | CG-110009-VE  | 詳細な路面画像撮影システム                                           |
| 109 | 調査試験             | 測量                             | KT-140022-VE  | 地上型3次元レーザースキャナによる形状計測                            |
| 110 | 調査試験             | 地質調査                         | KT-100031-VE  | 自動圧力発生装置付平板載荷試験システム                               |
| 111 | 調査試験             | 地質調査                         | CB-100038-VE  | 斜面崩壊センサ                                                       |
| 112 | 調査試験             | 地質調査                         | QS-110033-VE  | エンパソル                                                           |
| 113 | 調査試験             | 構造物調査                       | SK-080009-VE  | 特殊高所技術                                                         |
| 114 | 調査試験             | 構造物調査                       | KT-130095-VE  | 3次元変位計測システム(ダムシス)                                      |
| 115 | 調査試験             | 分析・予測システム               | KT-100012-VE  | 簡易斜面変位監視システム                                             |
| 116 | 調査試験             | その他                           | KK-110015-VE  | スーパーサッチャー                                                   |
| 117 | 4 ＩＴＳ関連技術     | 交通管理の最適化                 | KT-100047-VE  | ビューポール                                                         |
| 118 | 電気通信設備         | 電気設備                         | CB-090028-VE  | ハンドホール用配管取付の新工法 PL工法                                |
| 119 | 電気通信設備         | 電気設備                         | CG-090026-VE  | マルチ発電機[DGMシリーズ]                                            |
| 120 | 電気通信設備         | 電気設備                         | QS-090024-VE  | 通信ルートを自動的に組み換える無線通信を用いた水位センシングシステム |
| 121 | 電気通信設備         | 電子応用設備                     | HK-090002-VE  | エコモバイル定点カメラ情報サービス 「ミルモット」                    |
| 122 | その他               | その他                           | KK-100021-VE  | ソーラー式LED表示機                                                  |
| 123 | 港湾・港湾海岸・空港 | 本体工（ケーソン式・ブロック式） | CBK-130002-VE | ケーソン据付システム 函ナビ                                          |
| 124 | 港湾・港湾海岸・空港 | 土捨工                           | QSK-090004-VE | ダンプトラック濁水落下防止カバー                                     |
| 125 | 港湾・港湾海岸・空港 | 消波工                           | HKK-110007-VE | コマシートシルバー                                                   |
| 126 | 港湾・港湾海岸・空港 | 陸上地盤改良工                   | SKK-090002-VE | SAVE-SP工法                                                          |
| 127 | 港湾・港湾海岸・空港 | 陸上地盤改良工                   | KTK-100011-VE | OPTジェット工法                                                      |

### 設計比較対象技術
|    | 分類（1）      | 分類（2）                          | 登録番号    | 新技術名称                                                                       |
| 1  | 土工           | 土工                               | SK-990021-V | 汚泥改良工法                                                                     |
| 2  | 土工           | 土工                               | TH-980015-V | オデッサシステム                                                                 |
| 3  | 土工           | 安定処理工                         | KK-980067-V | リテラ(BZ210・BZ200・BZ120)                                                      |
| 4  | 土工           | 軽量盛土工                         | QS-990001-V | フォームライトW(R-PUR工法)                                                       |
| 5  | 共通工         | 法面工                             | CB-980023-V | ソイルクリート工法                                                               |
| 6  | 共通工         | 法面工                             | CB-980067-V | ネッコチップ工法                                                                 |
| 7  | 共通工         | 法面工                             | CG-020023-V | PRE(ピーアールイー)緑化工法                                                      |
| 8  | 共通工         | 法面工                             | CG-980018-V | 多機能フィルター                                                                 |
| 9  | 共通工         | 法面工                             | QS-000021-V | ロービングウォール工法                                                           |
| 10 | 共通工         | 法面工                             | TH-990001-V | アルファグリーン緑化吹付工法                                                     |
| 11 | 共通工         | 排水構造物工                       | CB-980025-V | ダイプラハウエル管による道路下カルバート工の設計・施工方法(高耐圧ポリエチレン管) |
| 12 | 共通工         | 排水構造物工                       | QS-980006-V | インシチュフォーム工法(INS工法)                                                  |
| 13 | 共通工         | 軟弱地盤処理工                     | CB-980039-V | SAVEコンポーザー                                                                 |
| 14 | 共通工         | 軟弱地盤処理工                     | HR-990111-V | 高強度帯状ジオシンセティック パラリンク                                          |
| 15 | 共通工         | 深層混合処理工                     | KT-980134-V | SDM工法                                                                          |
| 16 | 基礎工         | 鋼管・既製コンクリート杭打設工     | KT-980188-V | ガンテツパイル                                                                   |
| 17 | 仮設工         | 足場支保工                         | SK-050011-V | ラック足場工法                                                                   |
| 18 | 河川海岸       | 軟弱地盤上における柔構造樋門・樋管 | KT-990126-V | KaNaFゲート                                                                      |
| 19 | 河川海岸       | 護岸基礎ブロック設置工             | CB-990024-V | プレキャストコンクリート基礎工「ベースブロック」                                 |
| 20 | 河川海岸       | その他                             | HR-990108-V | フレックス笠コンブロック                                                         |
| 21 | 付属施設       | 道路付属物工                       | HK-030032-V | ランブルストリップス(センターライン対応型)                                       |
| 22 | 道路維持修繕工 | 道路打換え工                       | CG-990019-V | QRP工法(QUICK REPAIR PAVEMENT 急速舗装修繕工法)                                  |
| 23 | 道路維持修繕工 | 橋梁補修補強工                     | QS-990014-V | フォルカトウシート工法                                                           |
| 24 | 道路維持修繕工 | その他                             | QS-030044-V | スチール透水蓋工法                                                               |
| 25 | トンネル工     | アーチカルバート工                 | CB-980117-V | テクスパン工法                                                                   |
| 26 | トンネル工     | アーチカルバート工                 | TH-980002-V | モジュラーチ工法                                                                 |
| 27 | 共通工         | 法面工                             | CG-010007-V | グリーンパネル工法                                                               |
| 28 | 調査試験       | 構造物調査                         | HK-060013-V | コンクリートテスター(CTS-02)                                                     |
| 29 | 電気通信設備   | 機械設備                           | HK-090002-V | エコモバイル定点カメラ情報サービス 「ミルモット」                                |
| 30 | コンクリート工 | 鉄筋工                             | HK-100011-V | 鉄筋工事用ウォールスペーサーブロック                                             |

### 少実績優良技術
|   | 分類（1） | 分類（2）      | 登録番号     | 新技術名称                                   |
| 1 | 砂防工    | コンクリート工 | KT-020016-VE | 残存化粧型枠「パットウォール」               |
| 2 | 調査試験  | 構造物調査     | SK-080009-VE | 特殊高所技術                                 |
| 3 | 調査試験  | 構造物調査     | KK-080019-V  | ひび割れ計測システム                         |
| 4 | 調査試験  | 構造物調査     | SK-110019-VE | 赤外線調査トータルサポートシステム Jシステム |